# Periophthalmus gracilis
Periophthalmus gracilis — вид стрибунів, родина Оксудеркових (Oxudercidae). Поширений вздовж берегів Індо-Пацифіці: Індонезія, Малайзія, Сингапур, Австралія і Філіппіни. Морська \ солонуватоводна тропічна мангрова риба, що сягає 4.5 см довжиною.